# Flussio
Flussio är en ort och kommun i provinsen Oristano i regionen Sardinien i Italien. Kommunen hade 433 invånare (2017).